# Carolin Hingstová
Carolin Tamara Hingst (* 18. září 1980, Donauwörth, Bavorsko) je německá atletka, jejíž specializací je skok o tyči.
V roce 2001 vybojovala bronzovou medaili na mistrovství Evropy do 23 let v Amsterdamu a na světovém šampionátu v kanadském Edmontonu obsadila desáté místo. V témže roce se stala také vítězkou exhibičního mítinku Pražská tyčka. O rok později skončila na mistrovství Evropy v Mnichově v kvalifikaci. Sítem kvalifikace neprošla také na MS v atletice v Paříži 2003, na halovém MS v Budapešti 2004 a na letních olympijských hrách v Athénách.
V roce 2005 skončila na halovém ME v Madridu těsně pod stupni vítězů, na čtvrté místě, když překonala napodruhé 465 cm. Na mistrovství světa v Helsinkách obsadila ve finále desáté místo. V roce 2007 na halovém ME v Birminghamu a na světovém šampionátu v japonské Ósace neprošla kvalifikací. O rok později reprezentovala na letních olympijských hrách v Pekingu, kde se umístila výkonem 465 cm na šestém místě. Na Mistrovství Evropy v atletice 2010 v Barceloně skončila jedenáctá.

## Osobní rekordy
- hala – 470 cm – 14. leden 2007, Ludwigshafen
- venku – 472 cm – 9. červenec 2010, Biberach